# Közönséges csipeszhal
A közönséges csipeszhal (Chelmon rostratus) a sügéralakúak (Perciformes) rendjébe, a sörtefogúfélék (Chaetodontidae) családjába sorolt Chelmon nembe tartozó három halfaj közül az egyik.
Előfordul a Csendes és az Indiai-óceán szirtjei környékén. Viszonylag nagy a helyigénye, de akváriumban tartható.

## Megjelenése
Ez a halfaj könnyen felismerhető jellegzetes sárga csíkjai és a hosszúkás karcsú orra miatt. Habár nagyon hasonlít az azonos nembe tartozó Chelmon marginalis–hoz. A fiatalabb halak is hasonlóan néznek ki, mint a kifejlett egyedek. De egyébként is kisméretű hal, hiszen maximum 20 centiméter nagyságúra nő meg.

## Életmódja
Egyedül vagy párban 1-25 méteres vízmélységben található meg. Az ívás ideje alatt monogám. Megtalálható a korallzátonyok környékén, a part menti sziklás részeken vagy a tengerbe ömlő folyótorkolatok iszapos részein.

## Galéria

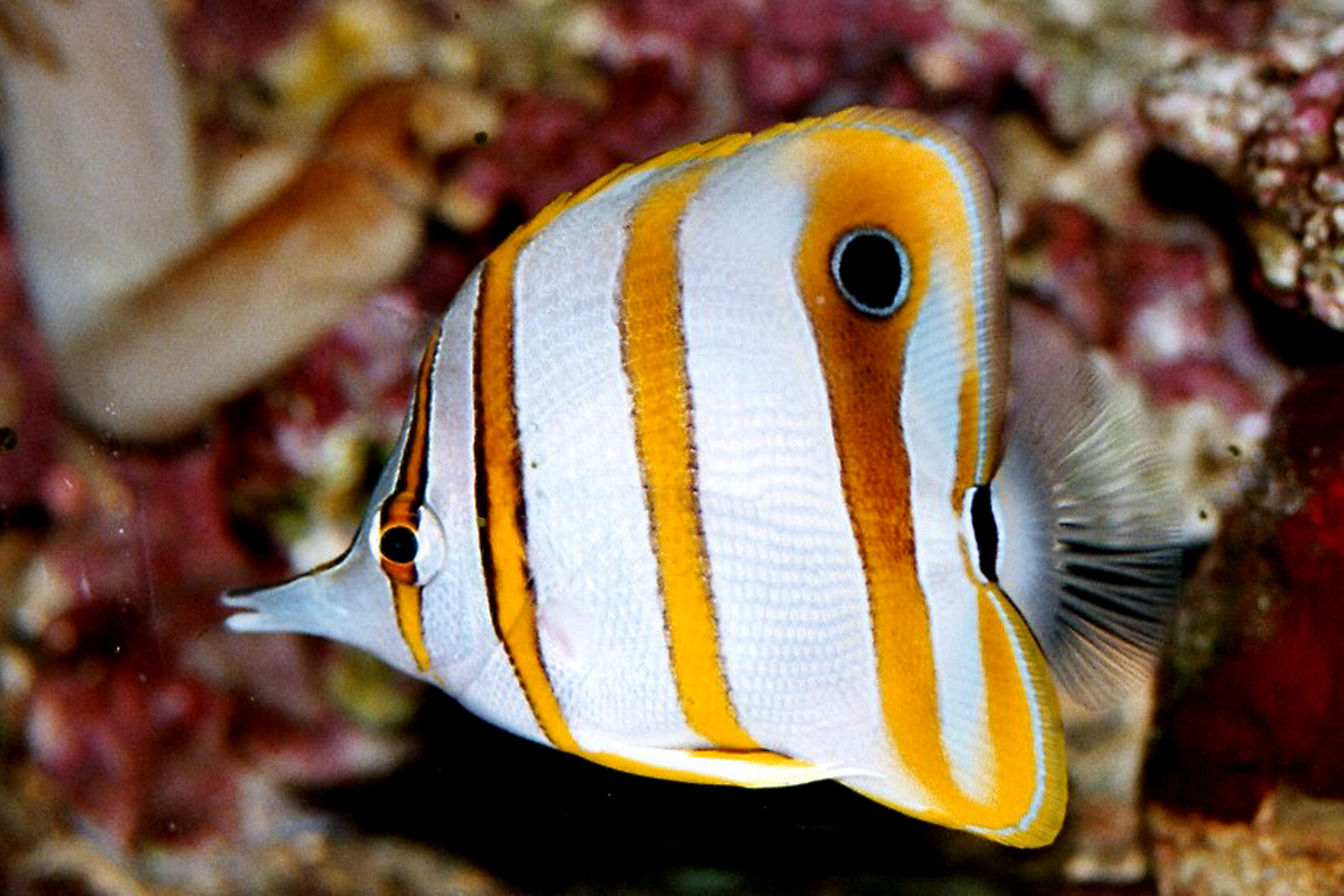
Portré
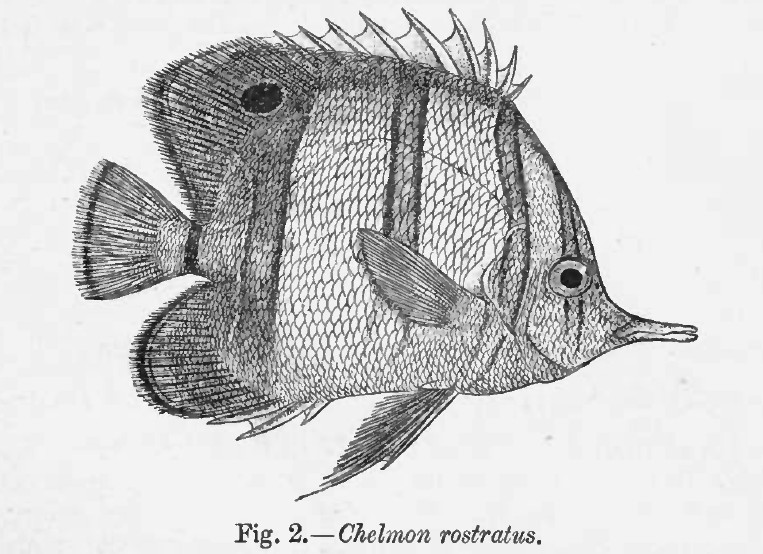
Francis Day illusztrációja a halról
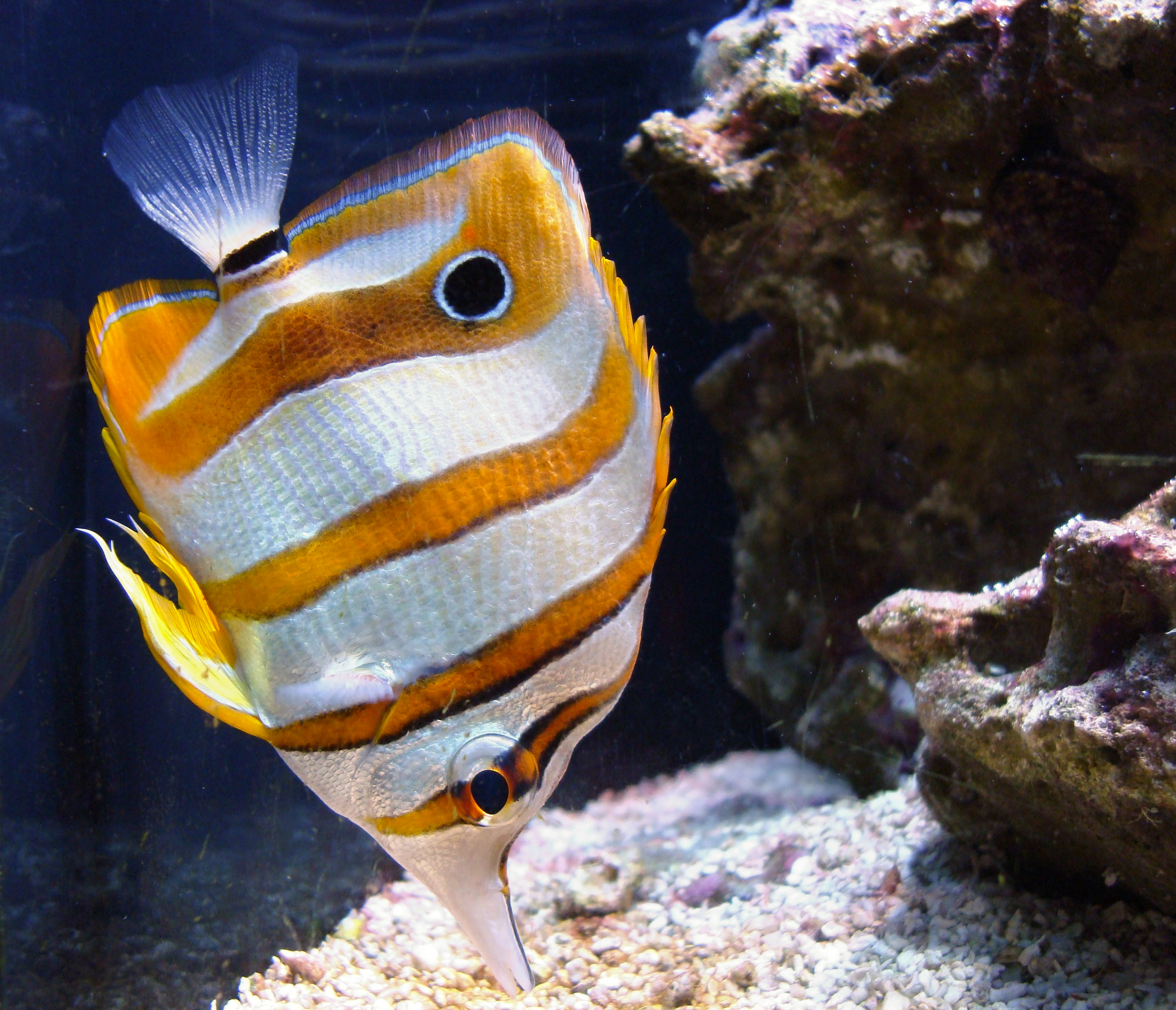
A Seattle Aquariumban készített felvételen
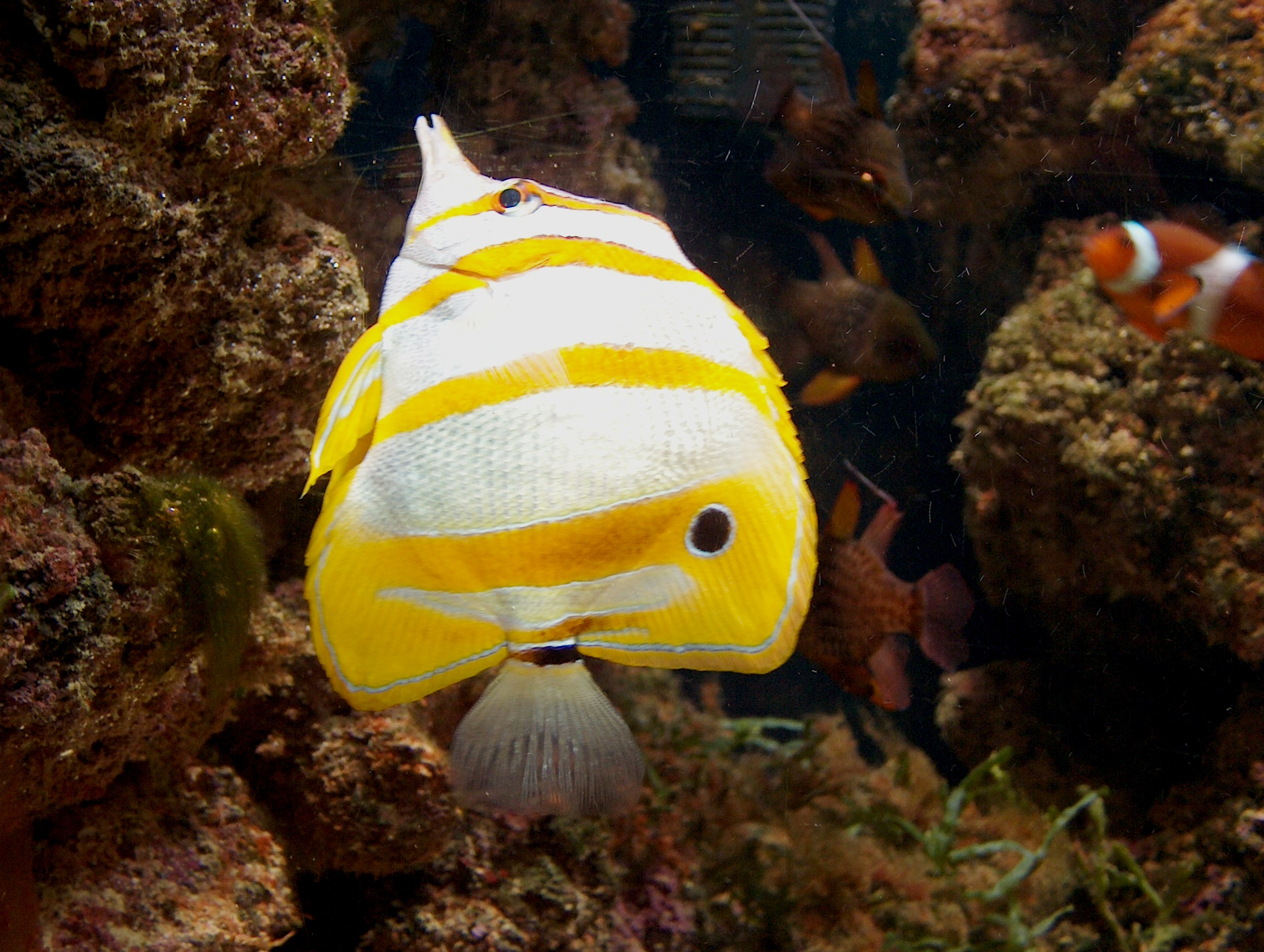
A Korkeasaari Állatkertben Helsinkiben

## Fordítás
- Ez a szócikk részben vagy egészben  a   Copperband butterflyfish című angol Wikipédia-szócikk ezen változatának fordításán alapul.  Az eredeti cikk szerkesztőit annak laptörténete sorolja fel. Ez a jelzés csupán a megfogalmazás eredetét és a szerzői jogokat jelzi, nem szolgál a cikkben szereplő információk forrásmegjelöléseként.